# Медаль «10 років Астані»
Ювілейна медаль «10 жил Астана» — нагорода Республіки Казахстан, заснована відповідно до Указу Президента Республіки Казахстан Нурсултана Назарбаєва від 6 травня 2008 року в ознаменування 10-річчя перенесення столиці до міста Астани.

## Положення про медаль
Ювілейною медаллю «10 жил Астана» (далі — ювілейна медаль) нагороджуються громадяни Республіки Казахстан та іноземні громадяни, які зробили значний внесок у становлення та розвиток Республіки Казахстан та її столиці.
Подання до нагородження ювілейною медаллю вносяться Президенту Республіки Казахстан головами палат Парламенту, Урядом, Конституційною Радою, Верховним Судом, міністерствами, іншими центральними державними органами Республіки Казахстан, акімами областей, міст Астани та Алмати, громадськими об'єднаннями.
Ювілейна медаль вручається Президентом Республіки Казахстан, а також від імені та за дорученням Президента Республіки Казахстан її можуть вручати:
1. Державний секретар Республіки Казахстан;
2. голови палат Парламенту Республіки Казахстан;
3. члени Уряду Республіки Казахстан;
4. акими областей, міст Астани та Алмати;
5. інші посадові особи.

Вручення ювілейної медалі проводиться в урочистій обстановці, голосно та вручається нагородженому особисто. Перед врученням оголошується Указ Президента Республіки Казахстан про нагородження.
Кожному нагородженому одночасно із врученням ювілейної медалі видається відповідне посвідчення.
Про вручення ювілейної медалі складається протокол встановленої форми. Він скріплюється підписом особи, яка вручила медаль, та печаткою органу, який робив вручення, і направляється до Адміністрації Президента Республіки Казахстан.
Ювілейна медаль «10 жил Астана» носиться на лівому боці грудей. За наявності державних нагород Республіки Казахстан вона розташовується після них.
Облік нагороджень, а також звітність про хід вручення ювілейних медалей ведеться Адміністрацією Президента Республіки Казахстан.

## Опис медалі

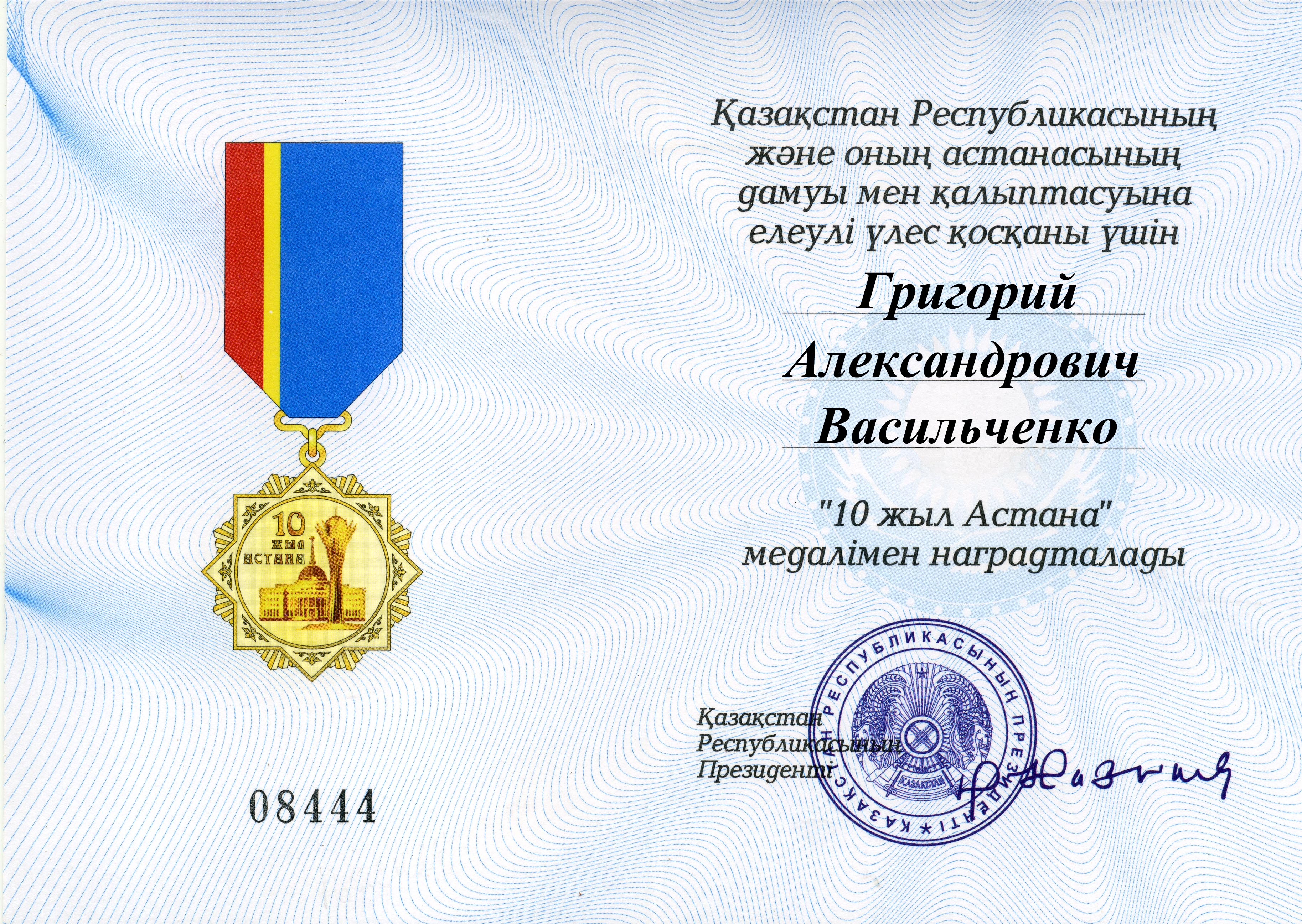
Посвідчення медалі

Ювілейна медаль виготовляється з латуні, має форму правильного багатогранника діаметром 40 мм.
На аверсі медалі на кутах правильного восьмигранника розташовані елементи національного орнаменту, між кутами восьмигранника виконано по п'ять штралів, що розходяться, що символізують промені сонця. У центрі восьмигранника зображено коло, всередині кола в лівому верхньому кутку розташований напис «10 ЖИЛ АСТАНА», виконаний у три рядки, в центрі знаходиться зображення Резиденції Президента Республіки Казахстан «Акорда» та монумент «Астана — Байтерек». Поверхня аверса блискуча.
На реверсі медалі зображення кола, по центру кола розташований напис «ҚАЗАҚСТАН РЕСПУБЛІКАСИ 2008», виконаний у три рядки. Внизу напис розташований елемент національного орнаменту. Поверхня реверсу матована.
Медаль за допомогою вушка та кільця з'єднується з колодкою шестикутної форми висотою 50 мм і шириною 32 мм, обтягнутою стрічкою муарової з вертикальними смугами: червоного кольору шириною 7 мм, жовтого кольору шириною 3 мм, блакитного кольору шириною 22 мм. На звороті колодки розташована шпилька з візорним замком, за допомогою якого медаль кріпиться до одягу.
Медаль виготовлена на Казахстанському монетному дворі у місті Усть-Каменогорськ.

## Нагороджені
Першими, які здобули ювілейну медаль, стали ветерани Німецько-радянської війни.

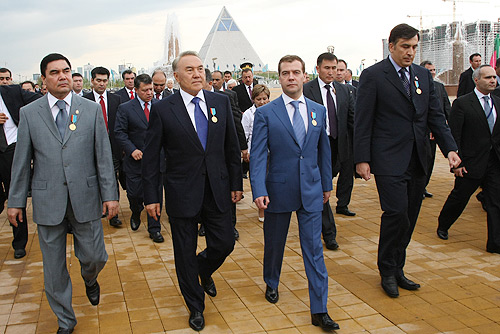
Гурбангули Бердимухамедов, Нурсултан Назарбаєв, Дмитро Медведєв, Михайло Саакашвілі під час відвідин Астани з медалями «10 років Астані» на грудях

Під час святкових заходів, присвячених 10-річному ювілею столиці Казахстану, медаль була вручена главам держав, які прийняли запрошення та відвідали Астану. Серед них:
- Абдалла II — король Йорданії
- Ільхам Алієв — президент Азербайджану
- Курманбек Бакієв — президент Киргизії
- Гурбангули Бердимухамедов — президент Туркменістану
- Абдулла Гюль — президент Туреччини
- Дмитро Медведєв — президент Росії
- Емомалі Рахмон — президент Таджикистану
- Михайло Саакашвілі — президент Грузії
- Серж Саркісян — президент Вірменії
- Рамзан Кадиров — президент Чеченської республіки[1]